# Бельтрами, Лука
Лука Бельтрами (итал. Luca Beltrami; 13 ноября 1854, Милан — 8 августа  1933, Рим) — итальянский архитектор, искусствовед, историк искусства. Один из первых архитекторов, специализировавшихся на реставрации исторических зданий.

## Биография
В 1875 году окончил Миланскую политехнику, затем Академию изобразительного искусства Брера. Отправился в Париж, где оставался до 1880 года. Посещал лекции в Национальной высшей школы изящных искусств. Находился под влиянием творчества архитектора Шарля Гарнье.

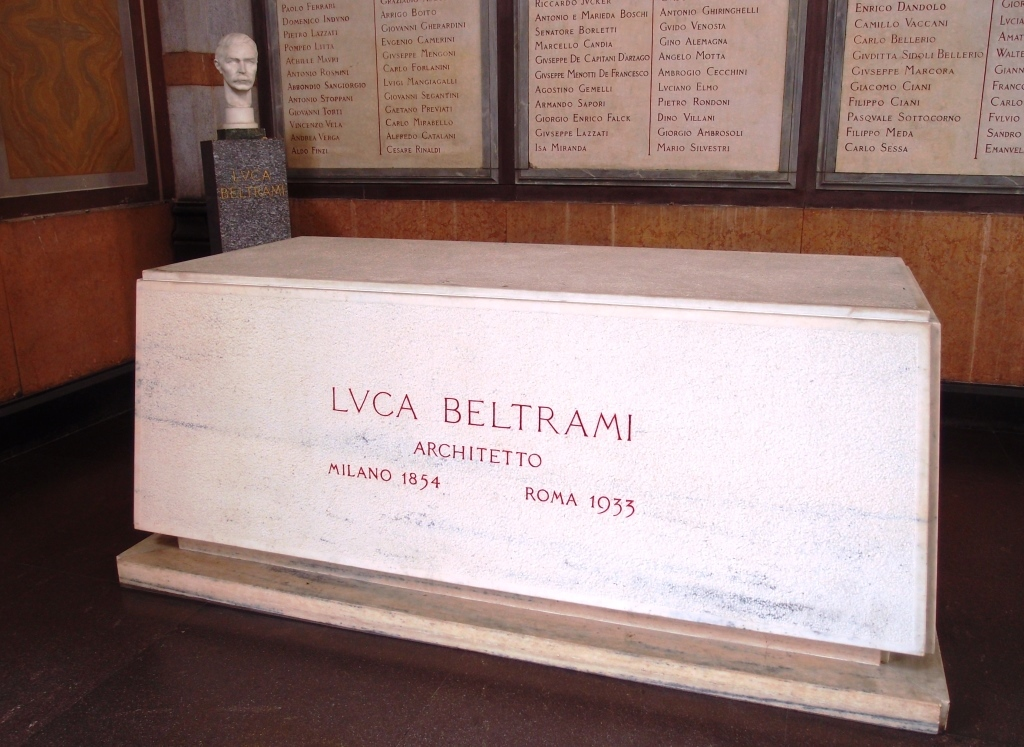
Саркофаг и бюст Л. Бельтрами

Принимал участие в восстановительных работах в Дворце Трокадеро. Вскоре был назначен инспектором по реконструкции парижского Отеля-де-Виль. Сотрудничал с архитектором Теодором Баллю при реставрации Дворца правосудия в Шарлеруа (Бельгия).
Вернувшись на родину в 1880 году, выиграл конкурс на занятие места заведующего кафедры геометрии и начертательной архитектуры в Академии изящных искусств Милана.
С 1914 года — член Академии Делла Круска во Флоренции.
Умер в 1933 году, похоронен на миланском Монументальном кладбище.

## Творчество

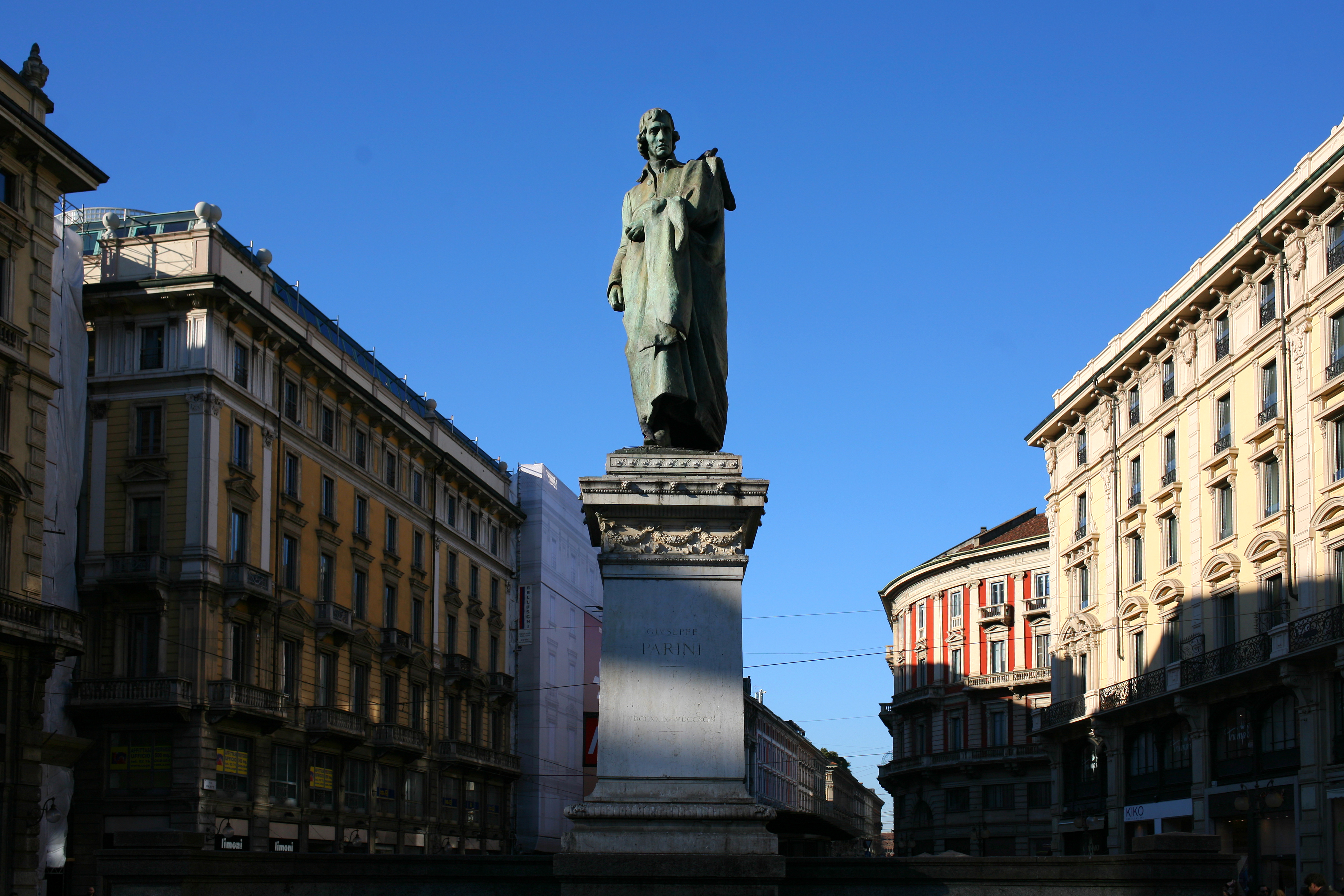
Памятник Джузеппе Парини в Милане

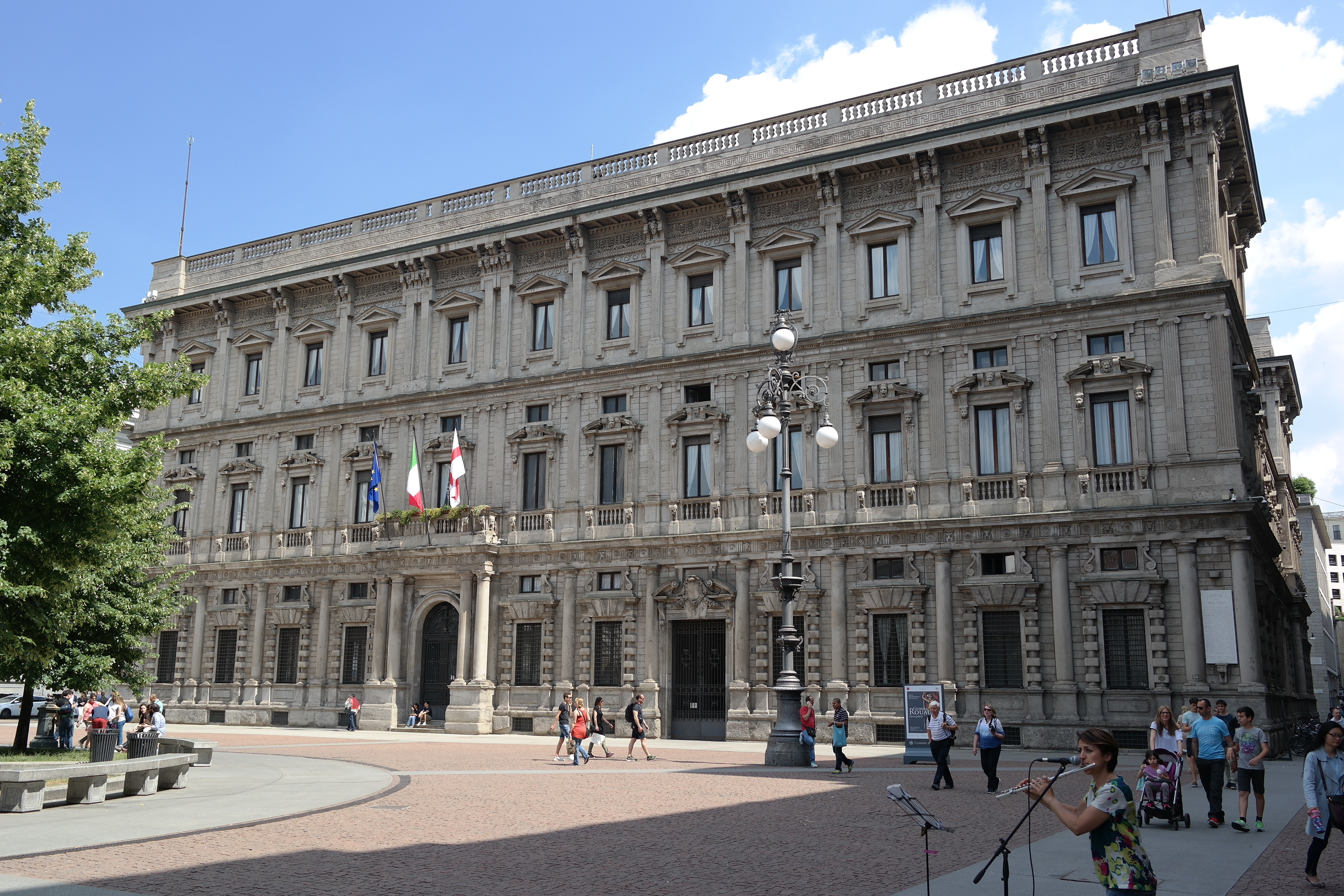
Фасад Палаццо Марино (ныне миланская Ратуша), построенный в 1888—1892 годах Л. Бельтрами на площади Пьяцца делла Скала

Автор большей части зданий, которые окружают театр «Ла Скала», ответственен за внешний вид миланского замка и множество построек в разных странах Европы. Свое имя увековечил в названии одного из первых палаццо Милана в стиле модерн (Palazzo Beltrami). Здание, ранее принадлежавшее Итальянскому коммерческому банку (Banca Commerciale Italiana), а сегодня выполняющее функцию расчетного центра, было завершено только в 1927 году.
Автор проекта здания новой редакции и издательства ежедневной газеты «Corriere della Sera» (Via Solferino, 1903—1904), миланской синагоги (1892), памятника Джузеппе Парини в Милане и др.
Осуществил восстановление Замка Сфорца (1893—1906), здания Assicurazioni Generali на Пьяцца Кордусио (1897—1899).